# Andrij Grivko

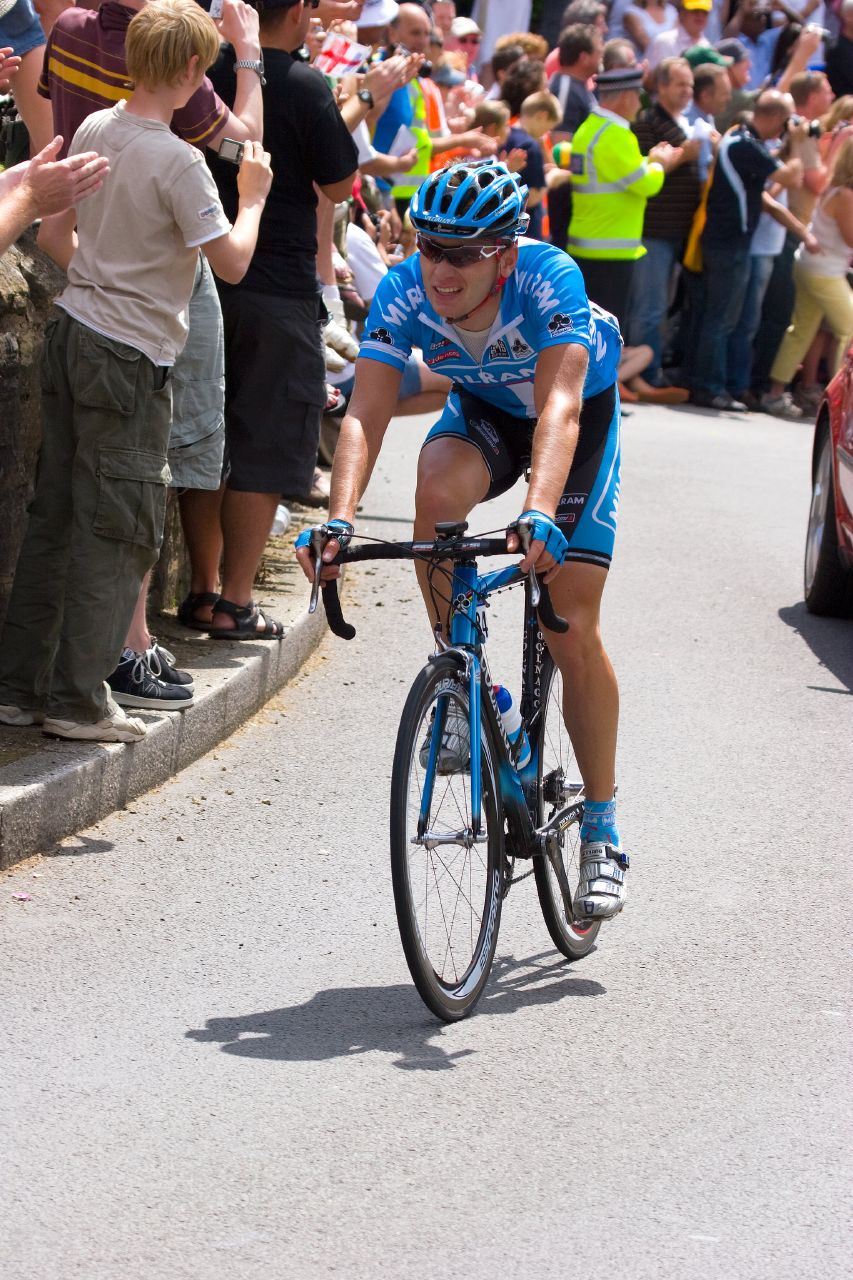
Andrij Grivko under Tour de France 2007.

Andrij Askoldovitj Grivko (ukrainska: Андрій Аскольдович Гривко), född 7 augusti 1983 i Simferopol, Krim, är en ukrainsk proffscyklist. Han blev ukrainsk mästare på landsväg 2012. Han blev också ukrainsk nationsmästare i tempodisciplinen 2005, 2006, 2008, 2009 och 2012.

## Karriär
Andrij Grivko blev professionell 2005 med det italienska stallet Domina Vacanze. Han cyklade för Team Milram mellan säsongerna 2006 och 2008, men inför 2009 bytte han stall till det italiensk-ukrainska Team ISD. Inför säsongen 2010 blev han kontrakterad av det kazakiska stallet Astana Team.
Grivko vann ungdomstävlingen i Critérium International under sin första professionella säsong, 2006. Han slutade trea i tävlingens slutställning efter Ivan Basso och Erik Dekker. Under säsongen 2008 slutade han tvåa på de sydafrikanska tävlingarna Intaka Tech Worlds View Challenge 1 och Intaka Tech Worlds View Challenge 2. I slutet av säsongen blev det klart att Grivko skulle fortsätta sin karriär i ISD-Danieli. Men innan han bytte till det ukrainska stallet vann han den italienska tävlingen Firenze-Pistoia framför italienarna Marco Pinotti och Dario Cioni.
Ukrainaren slutade på fjärde plats i den argentinska tävlingen Tour de San Luis 2009. Han slutade även trea på GP Nobili Rubinetterie samma år. I april 2009 slutade Grivko trea på den första etappen, ett tempolopp, under Giro del Trentino. På etapp 7 av Giro d'Italia 2009 slutade ukrainaren på sjätte plats bakom Edvald Boasson Hagen, Robert Hunter, Pavel Brutt, Davide Viganò och Alessandro Bertolini. Även på den italienska tävlingens 15:e etapp slutade han på sjätte plats, då bakom Leonardo Bertagnolli, Serge Pauwels, Marco Pinotti, Lars Bak och Marco Marzano. Grivko vann även de ukrainska nationsmästerskapens tempolopp samma år framför Dmytro Grabovskyj och Oleksandr Kvatjok. I början av juli 2009 slutade ukrainaren på andra plats på etapp 6 av Course de la Solidarité Olympique. Han slutade Course de la Solidarité Olympique på andra plats bakom polacken Artur Król.

## Privatliv
Även Andrij Grivkos pappa tävlade för Sovjetunionen i cykling.

## Meriter
2003
Giro Internazionale del Valdarno
2:a, etapp 3, Polska-Ukraina
2:a, etapp 5, Polska-Ukraina
2:a, etapp 7, Polska-Ukraina
2:a, etapp 4, Giro della Toscana, U23
2:a, Giro della Toscana, U23
2:a, Giro Del Canavese-Trofeo Sportivi Valperghesi, U23
2004
Giro delle Regione, U23
Giro della Toscana, U23
2:a, etapp 2, Giro della Toscana, U23
3:a, etapp 4b, Giro delle Regione, U23
3:a, etapp 3, Giro della Toscana, U23
2005
 Nationsmästerskapens tempolopp
2:a, Firenze-Pistoia
3:a, prolog, Uniqa Classic
2006
 Nationsmästerskapens tempolopp
1:a, ungdomstävling, Critérium International
3:a, Critérium International
3:a, etapp 1, Critérium International
3:a, etapp 3, Critérium International
3:a, GP Miguel Induráin
2007
3:a, Eindhovens lagtempo
2008
 Nationsmästerskapens tempolopp
Firenze-Pistoia
2:a, Intaka Tech Worlds View Challenge 1
2:a, Intaka Tech Worlds View Challenge 2
2009
 Nationsmästerskapens tempolopp
3:a, etapp 1, Giro del Trentino
2012
 Nationsmästerskapens linjelopp
 Nationsmästerskapens tempolopp

## Stall
- Domina Vacanze 2005
- Team Milram 2006–2008
- ISD-Danieli 2009
- Astana Team 2010–